# Lado a Lado (álbum de Bruno Branco)
Lado a Lado é o álbum de estreia do cantor Bruno Branco, lançado de forma independente em dezembro de 2011.
Produzido por Jordan Macedo, o trabalho é composto por músicas ao som de violão. As músicas do álbum foram escritas exclusivamente pelo cantor,
Assim que lançou o álbum, Bruno Branco divulgou o clipe da canção "Simples". Em 2012, o álbum foi relançado pela gravadora Som Livre.

## Lançamento e recepção
| Críticas profissionais | Críticas profissionais |
| Avaliações da crítica  | Avaliações da crítica  |
| Fonte                  | Avaliação              |
| ---------------------- | ---------------------- |
| Super Gospel           | [ 5 ]                  |

Lado a Lado foi liberado em dezembro de 2011 de forma independente e chegou a ser distribuído pela gravadora Som Livre no ano seguinte. O projeto recebeu uma avaliação favorável do portal Super Gospel. Segundo a crítica especializada, o projeto "utiliza a linguagem poética, arranjos modestos, andando sobre o folk com influências perfeitamente combinadas do blues e a MPB".
Em 2019, foi eleito pelo Super Gospel o 7º melhor álbum da década de 2010.

## Faixas
1. "Canção pra Você"
2. "Simples"
3. "Lado a Lado"
4. "Reforma"
5. "As Flores"
6. "Palavras Soltas"
7. "Saberás"
8. "Vermelho Escarlate"